# 安江伸夫
安江 伸夫（やすえ のぶお、1987年〈昭和62年〉6月26日 - ）は、日本の政治家、弁護士。公明党所属の元参議院議員（1期）、元文部科学大臣政務官。

## 経歴
愛知県名古屋市北区出身（現住所は知多市日長）。愛知県立半田高等学校、創価大学卒業。創価大学法科大学院修了。2013年に司法試験に合格し、2014年12月に愛知県弁護士会に登録した。
弁護士としての活動を経て、政治の道に進むことを決意し、公明党で青年局次長、中小企業活性化対策本部事務局次長、愛知県本部副幹事長などを務める。
2019年7月21日の第25回参議院議員通常選挙において愛知県選挙区に公明党から出馬し初当選した。鈴木貴子に代わり最年少国会議員となった（2021年10月31日の第49回衆議院議員総選挙で最年少国会議員の座を馬場雄基に明け渡した）。
2023年9月15日、第2次岸田第2次改造内閣において文部科学大臣政務官に任命される。
2024年6月28日、再選を目指して翌年の第27回参議院議員通常選挙において愛知県選挙区に公明党から立候補することが発表された。
2025年7月20日の第27回参議院議員通常選挙では参政党が躍進。同党新人の杉本純子が得票数3位で初当選した結果、次点で落選した。

## 政策・主張
- 教育負担の軽減に力を入れ、2025年度からの多子世帯を対象にした所得制限なしの授業料・入学金無償を推進してきた[9]。
- 弁護士時代、特殊詐欺の「受け子」として捕まった少年と出会った経験から、闇バイト対策の強化を訴える[10]。
- インターネットの誹謗中傷の根絶のため、侮辱罪の厳罰化と匿名の発信者を特定する手続きの簡素化を推進[11]。
- ブルーカーボン利活用推進プロジェクトチームの初代事務局長を務め、2022年に発表された「経済財政運営と改革の基本方針」（骨太の方針）に「ブルーカーボン」の文言を記載させる[12]。
- 核兵器禁止条約への対応をめぐり、2025年3月に開かれる第3回締約国会議への日本のオブザーバー参加を国会で内閣総理大臣の石破茂に要請した[13]。

## 参議院議員在職時の役職

### 参議院
- 議院運営委員会委員
- 国土交通委員会理事
- 北朝鮮による拉致問題等に関する特別委員会理事

### 公明党
- 公明党中央会計監査委員[14]
- 国土交通部会長
- 青年委員会副委員長[15]
- 中部方面本部副幹事長
- 愛知県本部副代表

## 著書
- 『31歳。明日への挑戦。』（2018年10月、潮出版社） ISBN 978-4267021725

## 選挙歴
| 当落 | 選挙                     | 執行日         | 年齢 | 選挙区       | 政党   | 得票数     | 得票率 | 定数 | 得票順位 /候補者数 | 政党内比例順位 /政党当選者数 |
| ---- | ------------------------ | -------------- | ---- | ------------ | ------ | ---------- | ------ | ---- | ------------------ | ---------------------------- |
| 当   | 第25回参議院議員通常選挙 | 2019年07月21日 | 32   | 愛知県選挙区 | 公明党 | 45万3246票 | 15.82% | 4    | 4/12               | /                            |
| 落   | 第27回参議院議員通常選挙 | 2025年07月20日 | 38   | 愛知県選挙区 | 公明党 | 39万1824票 | 10.96% | 4    | 5/14               | /                            |